# Mesochria
Genre
Mesochria est un genre de diptères nématocères de la famille des Anisopodidae.

## Liste des espèces
Le genre Mesochria compte onze espèces :
- Mesochria buxtoniana ;
- Mesochria cinctipes ;
- Mesochria congoensis ;
- Mesochria griveaudi ;
- Mesochria intermedia ;
- Mesochria medicorum ;
- Mesochria schlingeri ;
- Mesochria scottiana ;
- Mesochria sylvatica ;
- Mesochria thaii ;
- Mesochria vulgaris.